# Xanthopimpla honorata
Xanthopimpla honorata är en stekelart som först beskrevs av Cameron 1899.  Xanthopimpla honorata ingår i släktet Xanthopimpla och familjen brokparasitsteklar.

## Underarter
Arten delas in i följande underarter:
- X. h. munda
- X. h. atriclinata